# Южно-Курильский район
Ю́жно-Кури́льский район — административно-территориальная единица (район), в границах которой вместо упразднённого одноимённого муниципального района создано муниципальное образование Южно-Курильский городской округ в Сахалинской области России.
Занимает южную оконечность Большой Курильской гряды (остров Кунашир) и Малую Курильскую гряду. Административный центр — пгт Южно-Курильск.

## География
Южно-Курильский район относится к районам Крайнего Севера, хотя среднегодовая температура здесь соответствует московской (+5 °C), а средняя температура января составляет -5 °C.
Расположен на острове Кунашир Большой Курильской гряды и островах Малой Курильской гряды. В районе сохранилась нетронутая природа с уникальными представителями флоры и фауны, однако развитию туризма мешают плохая инфраструктура и отдалённость района от цивилизации. Существуют планы по привлечению туристов.
Южно-Курильский район (городской округ) имеет на севере морские границы с Курильским районом (городским округом), отделён проливом Екатерины, а на юге по морю граничит с Японией, от которой его отделяют Кунаширский пролив, пролив Измены и Советский пролив.

## История
Только на Кунашире и Шикотане как единственных обитаемых островах района (на начало XXI века) сохраняется многовековая непрерывность человеческой жизнедеятельности. До 1950-х годов также был заселён гражданским населением остров Зелёный в Малой Курильской гряде.
5 июня 1946 года был образован Южно-Курильский район в составе Южно-Сахалинской области Хабаровского края. 2 января 1947 года Южно-Сахалинская область была ликвидирована, её территория включена в состав Сахалинской области, которая была выведена из состава Хабаровского края.
В 1990-е гг. в районе возник ряд частных компаний рыбной отрасли. Но основное производство сосредотачивалось в двух крупных рыбокомбинатах, остававшихся в государственной собственности, — «Островном» (о. Шикотан) и «Южно-Курильском» (о. Кунашир). С конца 1980-х гг. эти главные работодатели и градообразующие предприятия района стали приходить в упадок, продолжая при этом выполнять социальные функции — коммунальные, дорожные, транспортные, энергоснабжения и т.п., что непомерно увеличивало их затраты. Сократились рабочие места, подолгу не выплачивалась зарплата.
В 1994 году острова района пострадали вследствие Шикотанского землетрясения. В зоне бедствия оказались 22400 человек. Полностью или частично были разрушены 377 жилых дома. Без крова остались 7700 человек (2500 семей). Разрушено свыше 7700 объектов жилищно-коммунального хозяйства, социальной сферы, энергетики, транспорта. Из шести рыбозаводов на Шикотане удалось восстановить только два. В  Крабозаводском из разрушенной емкости в бухту вылилось около 1000 тонн нефтепродуктов, усугубив социальную катастрофу экологической. После этого землетрясения численность жителей Южно-Курильского района снизилась наполовину. Люди не хотели вторично испытывать страх и лишения, причиненные землетрясением, и покидали острова.
Землетрясение почти полностью разрушило объекты рыбокомбинатов района, ещё больше усугубив их тяжёлое положение.
Комбинаты пытались удержаться на плаву. «Островному» удалось запустить два из своих полуразрушенных заводов (№ 24 и 97), закупить оборудование. В середине 1990-х гг. он работал с переменным успехом, но не мог погасить огромные долги. В 1998 году стоял вопрос о его банкротстве.
В разрешение кризиса вмешался департамент по рыболовству и Курильским островам администрации области. Была разработана примерная схема реструктуризации комбината с изменением формы собственности.
В 1999 году из него выделили две части. На базе рыбоконсервного завода № 24 (с. Малокурильское) было создано ЗАО «Рыбокомбинат „Островной"» с московскими учредителями. Консервный завод № 97 (с. Крабозаводское) приобрело ЗАО «Гидрострой», построившее современный цех по производству мороженой продукции.
В 1997 году банкротом был объявлен Южно-Курильский рыбокомбинат, но в 1999 году был реорганизован в ООО ПКФ «Южно-Курильский рыбокомбинат».
В 2000 году ЗАО «Крабозаводск» было выделено из состава «Гидростроя».
Городской округ образован 1 января 2005 года. До 2012 года основным наименованием городского округа являлось Южно-Курильский район, после 2012 года — Южно-Курильский городской округ.
Вновь образованные предприятия оказались жизнеспособными и действуют и в XXI веке.
В 2017 году на Шикотане в селе Малокурильском учреждена ТОР «Курилы».

### Территориальные споры
Территория района (округа) является предметом территориального спора между Россией и Японией. Япония до сих пор включает её в округ Немуро префектуры Хоккайдо.

## Население
Южно-Курильский район (городской округ) превосходит по численности населения Курильский и Северо-Курильский районы (городские округа), а посёлок городского типа Южно-Курильск — самый большой населённый пункт на Курильских островах.
Относительно мягкий климат, обилие природных ресурсов и важное военно-стратегическое значение способствуют тому что район привлекает большое количество мигрантов, успешно конкурируя с самим областным центром. Естественный прирост населения в 2017 и 2018 годах также был положительным и имел тенденцию к увеличению.
| 1959    | 1970    | 1979    | 1989    | 2002    | 2009    |
| ------- | ------- | ------- | ------- | ------- | ------- |
| 5443    | ↗7229   | ↗11 608 | ↗13 597 | ↘9727   | ↗10 189 |
| 2010    | 2011    | 2012    | 2013    | 2014    | 2015    |
| ↘9501   | ↗9514   | ↗9988   | ↗10 268 | ↗10 872 | ↗10 922 |
| 2016    | 2017    | 2018    | 2019    | 2020    | 2021    |
| ↘10 734 | ↗11 250 | ↗11 601 | ↗11 817 | ↗11 885 | ↘11 483 |
| 2023    |         |         |         |         |         |
| ↗11 487 |         |         |         |         |         |

### Урбанизация
В городских условиях (пгт. Южно-Курильск) проживают 61.23 % населения района.

## Населённые пункты
В состав района (городского округа) входят 10 населённых пунктов:
| №  | Населённый пункт  | Тип населённого пункта                          | Население | Остров  |
| -- | ----------------- | ----------------------------------------------- | --------- | ------- |
| 1  | Буровая Рудный    | село                                            | ↗1        | Кунашир |
| 2  | Головнино         | село                                            | ↗153      | Кунашир |
| 3  | Дубовое           | село                                            | ↘84       | Кунашир |
| 4  | Застава Докучаева | село                                            | →0        | Кунашир |
| 5  | Крабозаводское    | село                                            | ↗1515     | Шикотан |
| 6  | Малокурильское    | село                                            | ↗2285     | Шикотан |
| 7  | Маяк Ловцова      | село                                            | →0        | Кунашир |
| 8  | Менделеево        | село                                            | →40       | Кунашир |
| 9  | Отрада            | село                                            | ↗414      | Кунашир |
| 10 | Южно-Курильск     | посёлок городского типа, административный центр | ↗7033     | Кунашир |

## Экономика
Основные виды хозяйственной деятельности — добыча леса, деревообработка, рыбная ловля, мясное и молочное животноводство. Население округа  в основном занято в таких отраслях, как рыболовство и обрабатывающее производство. Среднемесячная заработная плата  составила на начало 2018 года 65,2 тыс. рублей. Пенсия 23,3 тыс. рублей на начало 2019 года.

### Сельское хозяйство
В 2018 году посевые площади округа занимали 16 га земли, в основном здесь выращивают картофель, урожай которого в 2016 году составил 119 т. Имеются также небольшие фермерские хозяйства, выращивающие коров и свиней. Молока в 2016 году произведено 540 т.